# AD Tarma
Asociación Deportiva Tarma – peruwiański klub piłkarski z siedzibą w mieście Tarma leżącym w regionie Junín.

## Osiągnięcia
- Copa Perú: 1979
- Wicemistrz ligi Liga Departamental de Junín (3): 2006, 2009, 2010
- Liga Provincial de Tarma: 2009
- Liga Distrital de Tarma: 2009

## Historia
Klub założony został 18 czerwca 1929 roku. Największym sukcesem było zwycięstwo w turnieju Copa Perú w 1979 roku – AD Tarma pokonał po drodze takie kluby, jak Comercial Aguas Verdes Zarumilla, Defensor Lima, Deportivo Garcilaso Cuzco i UTC Cajamarca. Sukces ten dał awans do pierwszej ligi, gdzie AD Tarma grał przez 12 sezonów od 1980 do 1991 roku.